# Wyatt Earp
Wyatt Berry Stapp Earp (Monmouth, 19 maart 1848 – Los Angeles, 13 januari 1929) was een Amerikaanse boer, bizonjager, gokker, sheriff, marshal, saloonhouder en mijnwerker. De meeste bekendheid verwierf hij door zijn betrokkenheid bij het vuurgevecht bij de O.K. Corral.

## Levensloop
Earp werd geboren te Monmouth, Illinois. Hij trouwde in 1870 met Urilla Sutherland. Zijn vrouw overleed waarschijnlijk binnen een jaar. Earp werkte daarna bij de politie van Wichita (Kansas). In april 1876 ging Earp tijdens de verkiezing van de marshal een vuistgevecht aan, wat als ongewenst gedrag werd beschouwd voor een politiebeambte. Hij werd ontslagen en besloot Wichita te verlaten. Earp vertrok daarop naar Dodge City, waar hij in 1878 plaatsvervanger van marshal Charles Bassett werd.
In september 1879 verliet hij Dodge City en drie maanden later bereikte hij met zijn broers Virgil en James Tombstone (Arizona), waar Virgil tot marshal werd benoemd. Twee jongere broers, Morgan en Warren, arriveerden in 1880 ook in Tombstone. Wyatts vriend Doc Holliday arriveerde in de herfst van 1880. Virgil benoemde Wyatt en Morgan tot zijn assistenten. Wyatt was vanaf de zomer van 1880 plaatsvervangend sheriff van het zuiden van Pima County en werkte ook bij de beveiliging van postkoetsen. Nadat in 1880 een andere sheriff werd gekozen, raakte Earp zijn positie als deputy sheriff kwijt aan John Behan.
Phineas Clanton, Billy Clanton, Tom McLaury en Frank McLaury verkochten vee in Tombstone. Wyatt was ervan overtuigd dat de Clanton- en McLaury-broers het vee stalen en dan in Tombstone verkochten, en dat ze een van zijn paarden hadden gestolen. Dit leidde tot het vuurgevecht bij de O.K. Corral, waar ook Doc Holliday, Virgil Earp en Morgan Earp bij betrokken waren. Wyatt Earp schoot toen Frank McLaury neer.

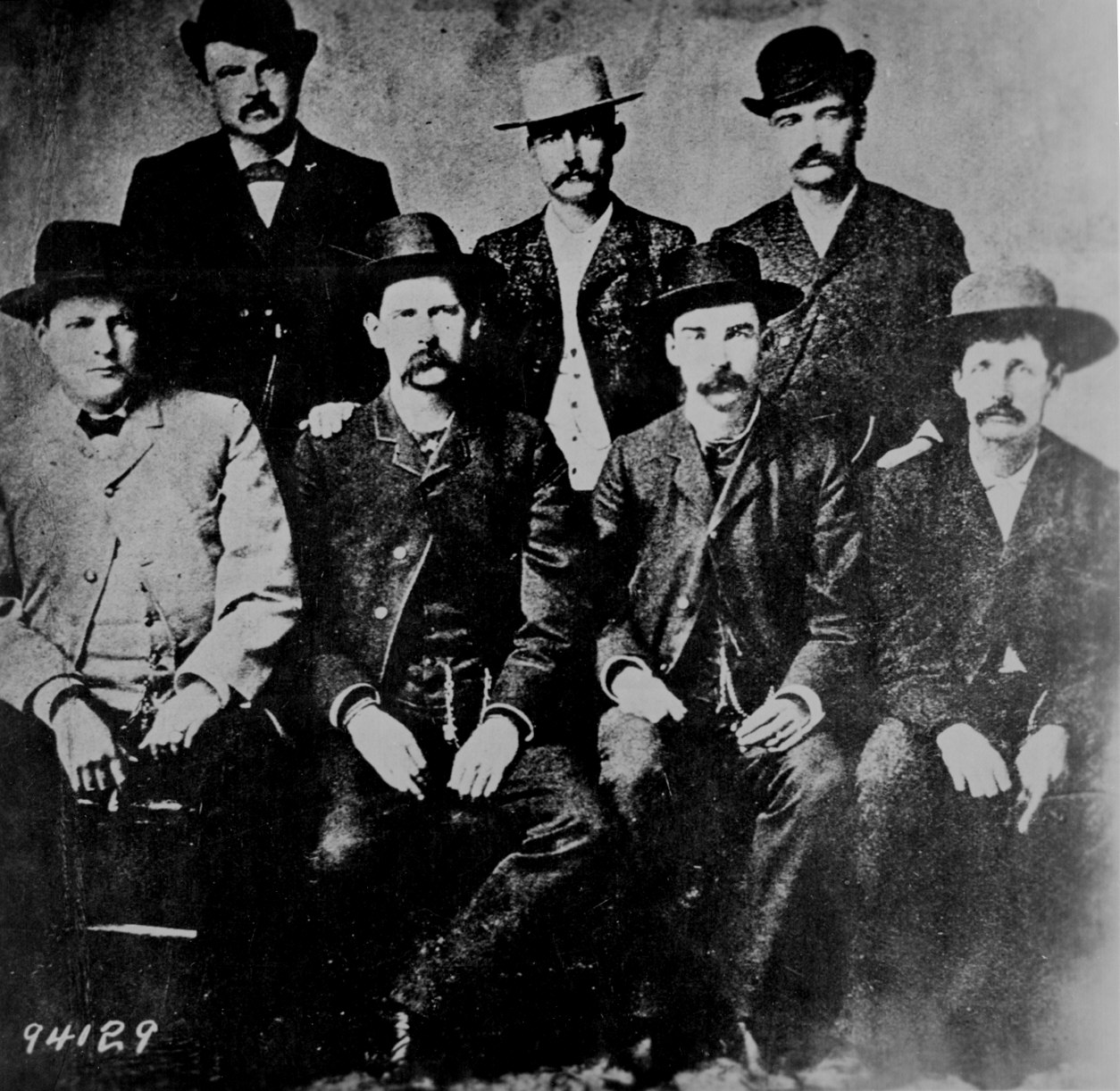
Wyatt Earp in ± 1883 (zittend, 2e van links)

### Legende en werkelijkheid
Overleveringen schilderen de Earps meestal af als handhavers van de wet, die slechts hun werk deden door de Clantons te proberen te arresteren. Een andere kijk op de zaak is dat de Earps met Doc Holliday (een parttime-tandarts) zelf een bende vormden die rivaliseerde met de gebroeders Clanton. Het conflict laaide op rond de vraag wie de overval op de postkoets gepleegd had. De getuigenverklaringen spraken elkaar tegen over het feit of de Clantons zich al dan niet weerspannig gedroegen, voorafgaande aan het vuurgevecht bij de O.K. Corral. 
Wyatt Earp is een icoon van het Wilde Westen geworden. Hij komt in veel verschillende films, televisieseries en boeken voor. Het vuurgevecht bij de O.K. Corral is verfilmd met Kirk Douglas (Doc Holliday) en Burt Lancaster (Wyatt Earp) in de hoofdrollen, onder de naam Gunfight at the O.K. Corral.
In het verhalende gedicht Wyat Earp in Dallas (1963, ISBN 0-9699639-0-4) krijgt Earp een visioen van een gevangene die de uitvinding van de televisie en de dood van John F. Kennedy voorspelt. Gemotiveerd door deze voorspelling reist Earp vervolgens door de tijd naar Dallas om de moord op president Kennedy te verhinderen.
Er is ook een film met Kevin Costner getiteld Wyatt Earp. De films "My Darling Clementine" en Tombstone zijn eveneens gebaseerd op het leven van Earp. Daarnaast komt hij voor in het derde seizoen van de televisieserie Deadwood en Spectre of the Gun, uit het derde seizoen van de originele Star Trek-serie.